# Бразос-Кантрі (Техас)
Бразос-Кантрі (англ. Brazos Country) — місто (англ. city) в США, в окрузі Остін штату Техас. Населення — 514 особи (2020).

## Географія
Бразос-Кантрі розташований за координатами 29°45′13″ пн. ш. 96°2′16″ зх. д. / 29.75361° пн. ш. 96.03778° зх. д. (29.753513, -96.037862).  За даними Бюро перепису населення США в 2010 році місто мало площу 5,49 км², з яких 5,37 км² — суходіл та 0,13 км² — водойми.

## Демографія
Згідно з переписом 2010 року, у місті мешкало 469 осіб у 172 домогосподарствах у складі 159 родин. Густота населення становила 85 осіб/км².  Було 179 помешкань (33/км²).
Расовий склад населення:
| - 96,2 % — білих - 1,3 % — чорних або афроамериканців - 0,2 % — азіатів |

До двох чи більше рас належало 2,3 %. Частка іспаномовних становила 6,0 % від усіх жителів.
За віковим діапазоном населення розподілялося таким чином: 21,3 % — особи молодші 18 років, 63,6 % — особи у віці 18—64 років, 15,1 % — особи у віці 65 років та старші. Медіана віку мешканця становила 48,8 року. На 100 осіб жіночої статі у місті припадало 107,5 чоловіків;  на 100 жінок у віці від 18 років та старших — 102,7 чоловіків також старших 18 років.
Середній дохід на одне домашнє господарство  становив 128 768 доларів США (медіана — 101 875), а середній дохід на одну сім'ю — 128 515 доларів (медіана — 110 000). 
Цивільне працевлаштоване населення становило 380 осіб. Основні галузі зайнятості: науковці, спеціалісти, менеджери — 20,0 %, освіта, охорона здоров'я та соціальна допомога — 17,9 %, роздрібна торгівля — 15,5 %.